# المدونة الدولية للتسمية بدائيات النوى
المدونة الدولية للتسمية بدائيات النوى (بالإنجليزية: The International Code of Nomenclature of Prokaryotes (ICNP))‏ سابقًا المدونة الدولية للتسمية البكتيريا (بالإنجليزية: International Code of Nomenclature of Bacteria (ICNB) or Bacteriological Code (BC))‏ هو القانون الذي يحكم وضع الأسماء العلمية للبكتيريا والعتائق. يشير إلى قواعد تسمية أصنوفات البكتيريا وفقًا لترتيبها النسبي. على هذا النحو هو أحد مدونات التسمية في علم الأحياء.
في الأصل، كانت تسمية البكتيريا تتم حسب المدونة الدولية لتسميات الطحالب والفطريات والنباتات البكتيريا وقد احتفظ هذا بالإشارات إلى البكتيريا حتى تم التخلص منها في المؤتمر النباتي الدولي لعام 1975. تمت الموافقة على نظام ترميز مبكر لتسمية البكتيريا في المؤتمر الدولي الرابع لعلم الأحياء الدقيقة في عام 1947 ولكن تم تجاهلها لاحقًا. أحدث نسخة تمت طباعتها في شكل كتاب هي نسخة 1990، لكن الكتاب لا يمثل القواعد الحالية. تم نشر مراجعة عام 2008 في المجلة الدولية لعلم الأحياء الدقيقة المنهجي والتطوري (IJSEM). يتم الحفاظ على القواعد من قبل اللجنة الدولية حول منهجيات بدائيات النوى (ICSP ؛ سابقًا اللجنة الدولية لعلم الجراثيم النظامي ، ICSB).
الخط المرجعي للأسماء البكتيرية هو القوائم المعتمدة مع نقطة بداية لعام 1980. تتم مراجعة الأسماء البكتيرية الجديدة بواسطة ICSP على أنها متوافقة مع قواعد التسمية ويتم نشرها في IJSEM.
اعتبارًا من عام 2011، استمر الفصل الرسمي بين الرموز النباتية والبكتريولوجية في التسبب في مشاكل مع تسميات مجموعات معينة.